# Австралийские военнопленные в Османской империи
Австралийские военнопленные в Османской империи — австралийские военнослужащие, которые были захвачены во время дарданелльской операции, кампании в Месопотамии и Синайско-Палестинской кампании и находились в плену в Османской империи во время Первой мировой войны.

## Предыстория
Австралия, доминион Британской империи, вступила в войну 4 августа 1914 года на стороне Антанты. С другой стороны, Османская империя вступила в войну 30 октября 1914 году на стороне Германии и Австро-Венгрии. Таким образом, Австралия и Османская империя стали врагами и обе стороны участвовали в нескольких крупных сражениях на противоположных сторонах на протяжении всей войны.

## Захват военнопленных

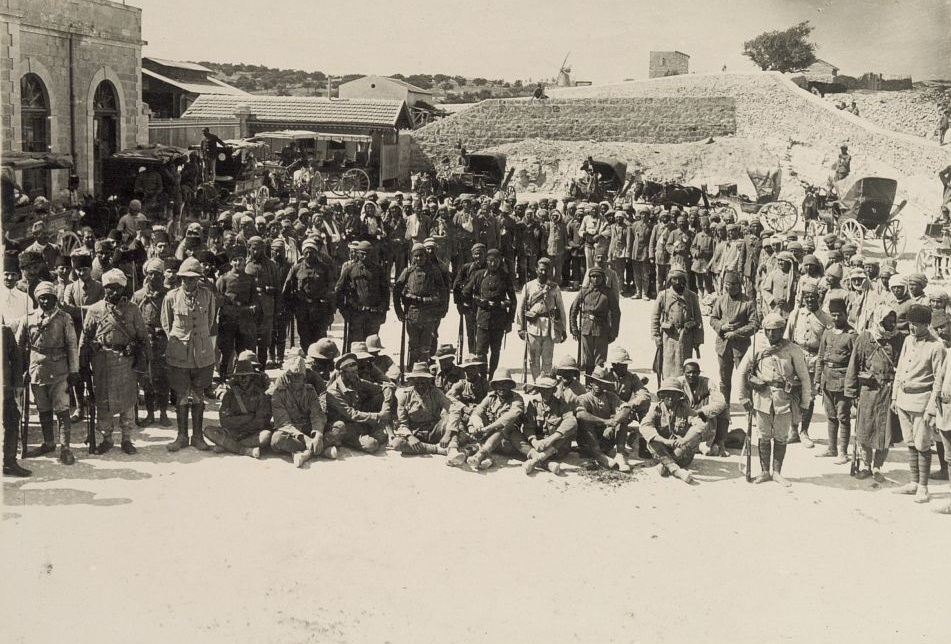
Австралийские военнопленные, 1917 год.

Османские войска взяли в плен в общей сложности от 209 до 232 австралийцев в ходе кампаний в Дарданеллах, Месопотамии и Синае-Палестине. Это были первые австралийцы, которые стали военнопленными. Пленные были жизненно важны для обеспечения низкоуровневой разведки о моральном духе и дислокации вражеских сил, они были настолько ценными как источник разведданных, что османским войскам на Галлиполи было предложено денежное вознаграждение за захват пленных, как и арабским племенам в Египте и Палестине.
Первые четыре австралийца, попавшие в плен в Первой мировой войне, были захвачены утром 25 апреля 1915 года, когда войска АНЗАК высадились на полуострове Галлиполи и впервые вступили в бой. В последующие дни австралийская подводная лодка HMAS AE2 была затоплена в Мраморном море после того, как турецкий торпедный катер вывел её из строя. Все тридцать пять человек выжили и попали в плен, хотя только двенадцать из них были членами королевского австралийского военно-морской флота. Австралийцы оставались на Галлиполи еще семь месяцев, где обрывистая местность и статичный характер боевых действий ограничили возможность личного контакта с турецкими войсками. К тому времени, когда союзные войска были выведены из Галлиполи в декабре 1915 года, австралийцы понесли 27 000 боевых потерь, из которых только 70 человек были взяты в плен.
В то время как большинство австралийских войск в то время участвовали в кампании в Галлиполи, небольшое количество австралийских летчиков было отправлено в Месопотамию, чтобы помочь Индийским экспедиционным силам. Однако условия в Месопотамии были не пригодны для использования самолётов. Три пилота были захвачены в плен после того, как у них возникли проблемы с двигателем и они посадили свой самолет за фронтом. Их встретили арабские племена, которые обращались с ними грубо. Девять австралийских авиамехаников попали в плен, когда гарнизон Эль-Кута капитулировал в апреле 1916 года. В ходе плена они испытали изнурительный 700-километровый марш через Анатолию и последующие эпидемии. К концу войны выжили только двое.
Большинство австралийских пленных были захвачены на Ближнем Востоке в последние два года войны. Австралийские конные войска вошли в состав конной дивизии АНЗАК, которая участвовала в британском наступлении, оттеснив турецкие войска через Синай в Палестину, в Иорданию и Сирию. Боевые действия на Ближнем Востоке были гораздо более подвижными и мобильными, нежели чем статичный характер окопной войны, что отразилось в большем количестве пленных, чем австралийцы потеряли в Галлиполи. Австралийские конные войска проводили дальние разведывательные патрули и рейды вглубь пустыни, понеся 4 851 боевую потерю, из которых 102 были пленными. Помимо австралийских сухопутных войск на Ближнем Востоке, двадцать четыре летчика австралийского летающего корпуса были сбиты над вражеской территорией либо из-за механических неисправностей, либо из-за обстрела вражеской земли.

## Условия содержания
Австралийские и русские военнопленные нередко разделяли общую участь, особенно во время побегов из турецкого плена. Условия содержания различались в зависимости от фронта, на котором был захвачен пленный, однако рядовые часто подвергались суровым условиям жизни и ограниченному снабжению, в то время как с пленными офицерами обращались лучше. Австралийских офицеров отправляли в Афьонкарахисар, где они содержались отдельно от других пленных. С ними обращались гораздо лучше, но они сталкивались с нехваткой продовольствия, денежной инфляцией и бесконечными периодами разочарования и скуки. Ни один австралийский офицер не погиб в турецком плену, кроме того, одному офицеру удалось сбежать.
Всего погибло 62 австралийских военнопленные — почти каждый четвертый погиб в плену. Первые три группы военнопленных (захваченные в кампаниях Галлиполи и в Синае-Палестине, моряки с подводной лодки, а также австралийские летчики) пострадали скорее от пренебрежения и неэффективности, чем от преднамеренного жестокого обращения. Питание было скудным, медицинская помощь — примитивной, и все они столкнулись с насилием. Многие трудились на строительстве железной дороги Тарсус на юге Турции в экстремальных условиях жары и холода. Один из австралийцев позже вспоминал, что «Это был ад, нам приходилось бороться изо всех сил, чтобы остаться в живых». Питание и одежда пленных на дальних рубежах Османской империи оказались крайне недостаточными из-за логистической проблемы отправки посылок Красного Креста из Лондона через Австро-Венгрию, поэтому многие пленные стали жертвами болезней, тяжелого труда и длительного недоедания.
Хотя с пленными австралийским моряками турки сначала обращались как с «почетными гостями», позже военнопленных отправили работать на железную дорогу, строившуюся через горы Таурус на юге Турции. В этом суровом климате они страдали от недоедания, переутомления, болезней и жестокости. Четверо умерли от тифа, малярии или менингита. Последний из пленных моряков, Стокер Чарльз Саклинг, умерший в 1983 году, вспоминал: «Я не думаю, что если бы мы знали, что нас ждет впереди, хоть один из нас покинул бы подводную лодку».